# Deux Filles en escapade
Pour plus de détails, voir Fiche technique et Distribution.
Deux Filles en escapade (How to Be Very, Very Popular) est un film américain réalisé par Nunnally Johnson, sorti en 1955.

## Synopsis
À San Francisco, deux show-girls de cabaret, Stormy Tornado et Curly Flagg, sont témoins du meurtre de l'un de leurs collègues interprètes et peuvent identifier le tueur. Ne voulant pas être mêlées à un rap de meurtre, elles fuient la scène et se cachent dans une université, déguisées en garçon. Cependant, le besoin d'attention donne envie aux filles de se démarquer dans leurs costumes de scène. C’est alors que les ennuis commencent...

## Fiche technique
- Titre : Deux Filles en escapade
- Titre original : How to Be Very, Very Popular
- Réalisation : Nunnally Johnson
- Scénario : Nunnally Johnson d'après le roman d'Edward Hope et la pièce de Howard Lindsay, Lyford Moore et Harlan Thompson
- Producteur : Nunnally Johnson
- Société de production et de distribution : Twentieth Century Fox
- Photographie : Milton R. Krasner
- Montage : Louis R. Loeffler
- Musique : Cyril J. Mockridge
- Pays de production : États-Unis
- Genre : comédie
- Durée : 89 minutes
- Dates de sortie : 
  - États-Unis : 22 juillet 1955
  - France : 27 juillet 1956

## Distribution
- Betty Grable : Stormy Tornado
- Sheree North : Curly Flagg
- Robert Cummings : Fillmore 'Wedge' Wedgewood
- Charles Coburn : Dr Tweed
- Tommy Noonan : Eddie Jones
- Orson Bean : Toby Marshall
- Fred Clark : B.J. Marshall
- Alice Pearce : Mlle 'Syl' Sylvester
- Rhys Williams : Cedric Flagg
- Andrew Tombes : sergent de police
- Emory Parnell : chef de la police
- Harry Carter : conducteur de bus
- Howard Petrie : sergent au bureau